# Santa Cruz das Palmeiras
Santa Cruz das Palmeiras là một đô thị ở bang São Paulo của Brasil. Đô thị này nằm ở vĩ độ 21º49'37" độ vĩ nam và kinh độ 47º14'55" độ vĩ tây, trên khu vực có độ cao 635 m. Dân số năm 2004 ước tính là 27.473 người.

## Thông tin nhân khẩu
Dữ liệu dân số theo điều tra dân số năm 2000
Tổng dân số: 25.556
- Urbana: 24.029
- Rural: 1.527
- Homens: 12.907
- Mulheres: 12.649

Mật độ dân số (người/km²): 86,43
Tỷ lệ tử vong trẻ sơ sinh dưới 1 tuổi (trên một triệu người): 11,54
Tuổi thọ bình quân (tuổi): 73,71
Tỷ lệ sinh (số trẻ trên mỗi bà mẹ): 2,13
Tỷ lệ biết đọc biết viết: 89,46%
Chỉ số phát triển con người (HDI-M): 0,796
- Chỉ số phát triển con người - Thu nhập: 0,719
- Chỉ số phát triển con người - Tuổi thọ: 0,812
- Chỉ số phát triển con người - Giáo dục: 0,856

(Nguồn: IPEADATA)